# Ульяновка (Житомирский район)
Ульяновка (укр. Улянівка) — село на Украине, находится в Житомирском районе Житомирской области.
Код КОАТУУ — 1822082203. Население по переписи 2001 года составляет 304 человека. Почтовый индекс — 10000. Телефонный код — 412. Занимает площадь 1,109 км².

## Адрес местного совета
12422, Житомирская область, Житомирский р-н, с.Дениши, ул.Ленина, 24